# Ћуприја (Грчка)
Ћуприја или Ћупри (грч. Γεφυρούδι, Гефируди) је насељено место у општини Доња Џумаја у периферији Средишња Македонија, Грчка. Према попису из 2021. године било је 499 становника.
Према бугарском географу и историчару, Василу Канчову, у Ћуприји је 1900. године живело 350 Словена хришћана, 120 Турака и 30 Рома. Током Првог светског рата село је настрадало и део словенског становништва је избегао у Бугарску, тако је после рата остало 322 житеља. Године 1924. турско становништво је принудно исељено у Турску а на њихово место је насељено 38 грчких избегличких породица, укупно 161 особа. На попису из 1928. године Ћуприја је мешовито грчко-словенско насеље са 593 становника.